# Recuay
Recuay est une ville de la province de Recuay dans la région d'Ancash au Pérou.
Elle est située au bord du Río Santa, à 3 422 m d'altitude.
La région de Recuay a été le lieu d'une forme de culture précolombienne assez mal connue, la culture Recuay,.

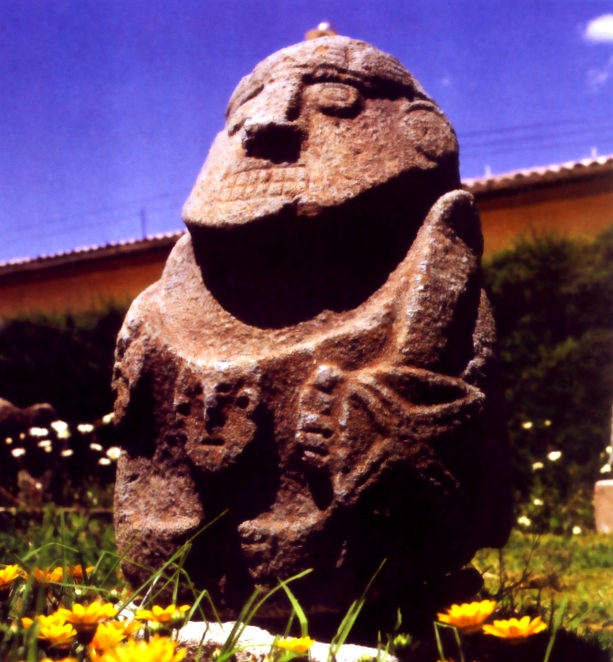
Monolithe de la culture Recuay